# Psila levis
Psila levis är en tvåvingeart som beskrevs av Friedrich Hermann Loew 1869. Psila levis ingår i släktet Psila och familjen rotflugor. Inga underarter finns listade i Catalogue of Life.